# Glaucium corniculatum
Glaucium corniculatum é uma espécie de planta com flor pertencente à família Papaveraceae. 
A autoridade científica da espécie é (L.) J.H.Rudolph, tendo sido publicada em Fl. Jen. 13. 1781.

## Portugal
Trata-se de uma espécie presente no território português, nomeadamente em Portugal Continental e no Arquipélago da Madeira.
Em termos de naturalidade é nativa das duas regiões atrás indicadas.

## Protecção
Não se encontra protegida por legislação portuguesa ou da Comunidade Europeia.